# Ohradzany
Ohradzany es un pequeño pueblo y municipio en el Distrito de Humenné en la Región de Prešov del oriente de Eslovaquia.

## Historia
Ohradzany aparece mencionada por primera vez en 1317. La alcaldesa es Valéria Melníková.

## Demografía
| Año        | 1994 | 2004    | 2014    | 2024    |
| ---------- | ---- | ------- | ------- | ------- |
| Población  | 594  | 619     | 643     | 614     |
| Diferencia |      | +4,20 % | +3,87 % | −4,51 % |

| Año        | 2023 | 2024    |
| ---------- | ---- | ------- |
| Población  | 615  | 614     |
| Diferencia |      | −0,16 % |

## Geografíá
El municipio se sitúa a una altitud de 170 metros y su superficie es de 12 km². Está habitado por 615 personas.